# Gregg Berger
Greggory "Gregg" Berger, född 10 december 1950, är en amerikansk röstskådespelare som är känd för sin ikoniska roll som hunden Ådi från den tecknade serien Gustaf. Hans övriga roller inkluderar Jecht från Final Fantasy-spelserien, Grimlock från The Transformers, Mysterio och Kraven the Hunter från Spider-Man, Agent Kay från Men in Black: The Series, The Gromble från Aaahh!!! Riktiga Monster, Captain Blue från Viewtiful Joe, I-or från Kingdom Hearts II, Hunter Cheetah från Spyro the Dragon och The Thing från Marvel: Ultimate Alliance.

## Filmografi

### TV
- Aaahh!!! Riktiga Monster - The Gromble
- Batman: Den tappre och modige - Creature King, Hammer Toes
- Busiga bävrar - Bill Licking, Olika röstroller
- Duckman - Cornfed Pig
- Fantastiske Max - A.B Sitter
- Garfield and Friends - Ådi, Orson, Floyd, Annonsör (öppningssekvensen), Olika röstroller
- Gargoyles - Leo
- G-Force: Guardians of Space - Hoot Owl (Hooty); Dr. Brighthead; Computor
- G.I. Joe: A Real American Hero - Colonel Brekhov, Cutter, Firefly, Ripcord, Sparks, Spirit
- Grim & Evil - Bailiff, Olika röstroller
- MAD - Jake Lonergan, Kingpin, Claudus
- Men in Black: The Series - Agent K (Serier 2-4)
- Sesame Street - The Bellhop
- Spider-Man - Mysterio, Kraven the Hunter
- Star Wars: The Clone Wars - Kalani
- The Garfield Show - Ådi, Squeak, Harry
- The Letter People - Mr. Z
- Powerpuffpinglorna - Jack Wednesday
- Pound Puppies - Scrounger
- The Littles - Frank Little
- The New Adventures of Gigantor - Coldark
- The Transformers - Grimlock, Skyfire, Long Haul, Outback
- This Is America, Charlie Brown - Myles Standish (avsnitt: "Mayflower Voyagers"), Orville Wright (avsnitt: "The Wright Brothers at Kitty Hawk"), Thomas A. Watson (avsnitt: "The Great Inventors")
- Timeless Tales from Hallmark
- Tranzor Z - Tommy Davis (Kouji Kabuto), Devleen (Baron Ashura)
- Vingar - Clerk
- Wuzzlarna - Tycoon

### Filmer
- Hunden Rover tar semester
- Polisskolan 7: Uppdrag i Moskva Lt. Talinsky
- Here Comes the Littles - Frank Little
- Ringing Bell (Engelsk dubbning) - Chirin (ram)
- Lego: The Adventures of Clutch Powers - Watch Commander/Rock Powers
- The Transformers: The Movie - Grimlock
- The Rugrats Movie - Circus TV Announcer
- Cliffords riktigt stora film
- Gustaf - Ådi (okrediterad)
- Gustaf 2 - Ådi (okrediterad)
- Gustaf livs levande - Ådi
- Garfield's Fun Fest - Ådi
- Garfield's Pet Force - Ådi, Odious
- Felidae (Engelsk dubbning) - Cult Member (ej konfirmerad)
- Little Nemo: Adventures In Slumberland - Equestrian Master
- Monsters University - Olika röstroller
- Wrinkles: In Need of Cuddles - Wrinkles

### Datorspel
- Age of Empires III - Fredrik den store
- Ape Escape 3 - Red Monkey
- Ape Escape Academy Red Monkey, Pipotron Red
- Arc the Lad: Twilight of the Spirits - Samson
- Call of Duty - Sgt. Moody, Olika röstroller
- Call of Duty United Offensive - Sgt. Moody
- Curse of Monkey Island - Cutthroat Bill
- Dark Cloud 2 (PAL format Dark Chronicle) - Jurak, Borneo
- Dead Rising - Brock Mason
- Dishonored - Propaganda officer
- Dissidia Final Fantasy - Jecht
- Dissidia 012 Final Fantasy - Jecht
- EverQuest II - Narrator
- Final Fantasy X - Jecht
- Final Fantasy X-2 - Jecht
- Final Fantasy XIII-2 - Olika röstroller
- Gabriel Knight 3: Blood of the Sacred, Blood of the Damned - Abbe Arnaud
- Guild Wars: Factions - Erek
- Halo Wars - Captain James Gregory Cutter
- James Bond 007: Nightfire - Q
- Kingdom Hearts II - I-or
- Kinect Disneyland Adventures - I-or
- Legacy of Kain: Defiance - Turel
- Lightning Returns: Final Fantasy XIII  – Olika röstroller[1]
- Lost Odyssey - Adjutant General, Barkeeper, Citizen
- Marvel: Ultimate Alliance - Attuma, Galactus, The Thing
- Metal Gear Solid 3: Snake Eater - The Pain
- Resident Evil: Operation Raccoon City  - Erez Morris (Harley), Nemesis
- Skylanders: Swap Force - Magna Charge
- Skylanders: Trap Team - Magna Charge, Slobber Trap
- Spider-Man: Web of Shadows - Kingpin
- Spyro 2: Gateway to Glimmer - Ripto, Hunter the Cheetah, Gulp, Crush
- Spyro: Year of the Dragon - Hunter the Cheetah
- Spyro: Enter the Dragonfly - Ripto, Hunter the Cheetah, Crush, Gulp
- Star Wars Episode I: The Phantom Menace - Darth Maul
- Star Wars: Jedi Knight: Jedi Academy - Rax Joris, Olika röstroller
- Star Wars: Knights of the Old Republic - Olika röstroller
- Small Soldiers - Archer
- Viewtiful Joe - Captain Blue, King Blue, Narrator
- Transformers: Fall of Cybertron - Grimlock
- Transformers: Rise of the Dark Spark - Grimlock, Lockdown
- Viewtiful Joe 2 - Captain Blue, Narrator
- Viewtiful Joe: Red Hot Rumble - Captain Blue, Narrator
- X-Men Origins: Wolverine - Blob
- X-Men: The Official Game - Beast